# Geai bleu-noir
Cyanocorax cyanomelas
Espèce
Synonymes
- Pica cyanomelas Vieillot, 1818
(protonyme)

Statut de conservation UICN

 LC  : Préoccupation mineure
Le Geai bleu-noir (Cyanocorax cyanomelas) est une espèce d'oiseaux de la famille des Corvidae.

## Répartition
Cette espèce vit en Argentine, en Bolivie, au Brésil, au Paraguay, au Pérou et en Uruguay.

## Description

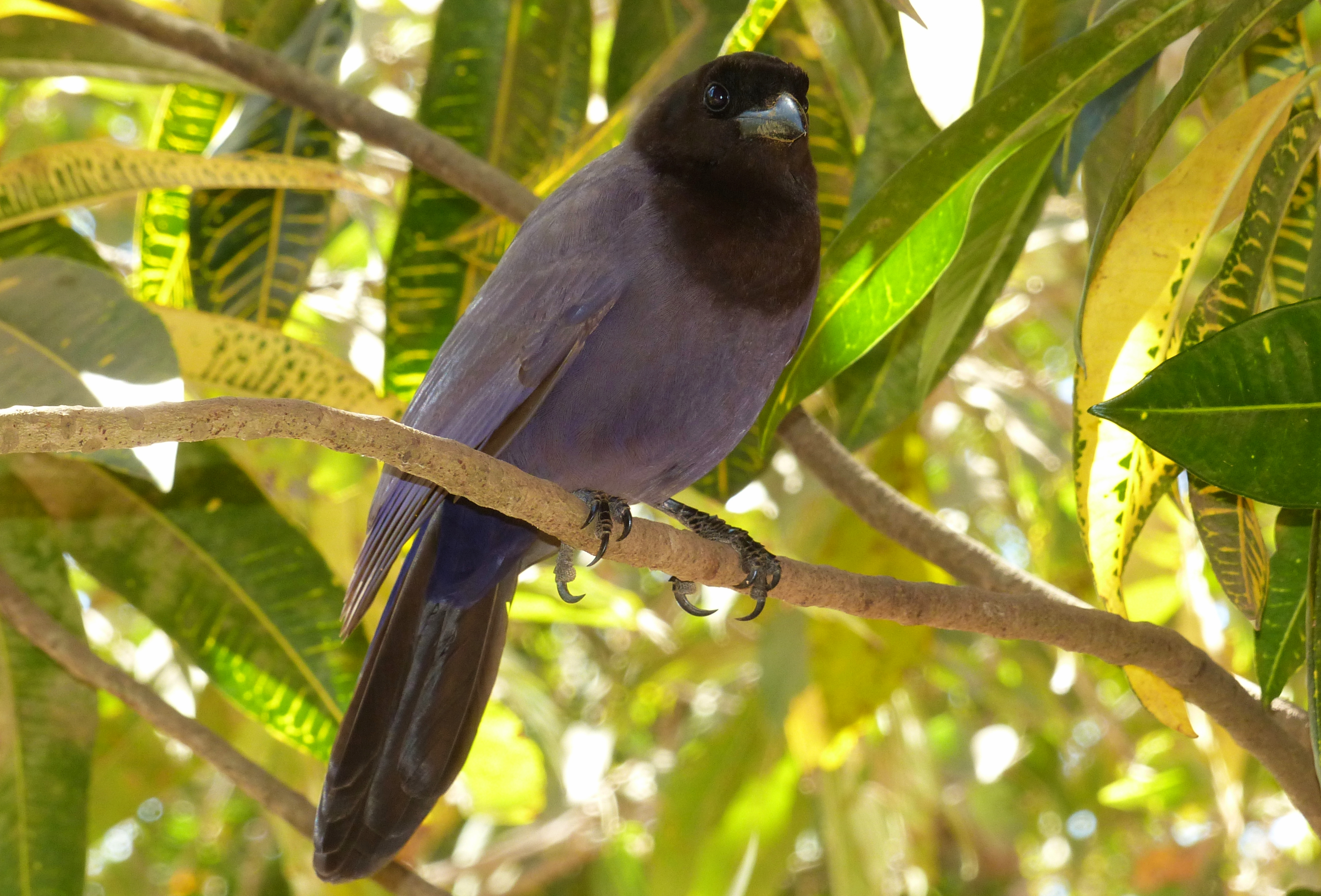
Geai bleu-noir (Mato Grosso, Brésil)

Cet oiseau est très commun au Pantanal (Mato Grosso/Brésil): il se déplace souvent en bandes bruyantes. Son plumage est noir sur la tête et gris avec des reflets bleus ou violets sur le corps. Il niche souvent près des habitations